# جاك سافاج
جاك سافاج (بالإنجليزية: Jack Savage)‏ (14 ديسمبر 1929 في المملكة المتحدة - 1 يناير 2009 ببلاكبول في المملكة المتحدة) هو لاعب كرة قدم بريطاني في مركز حراسة المرمى. لعب مع مانشستر سيتي ونادي والسول وهال سيتي وويغان أتلتيك ونادي هاليفاكس تاون.